# کمیکال بانک

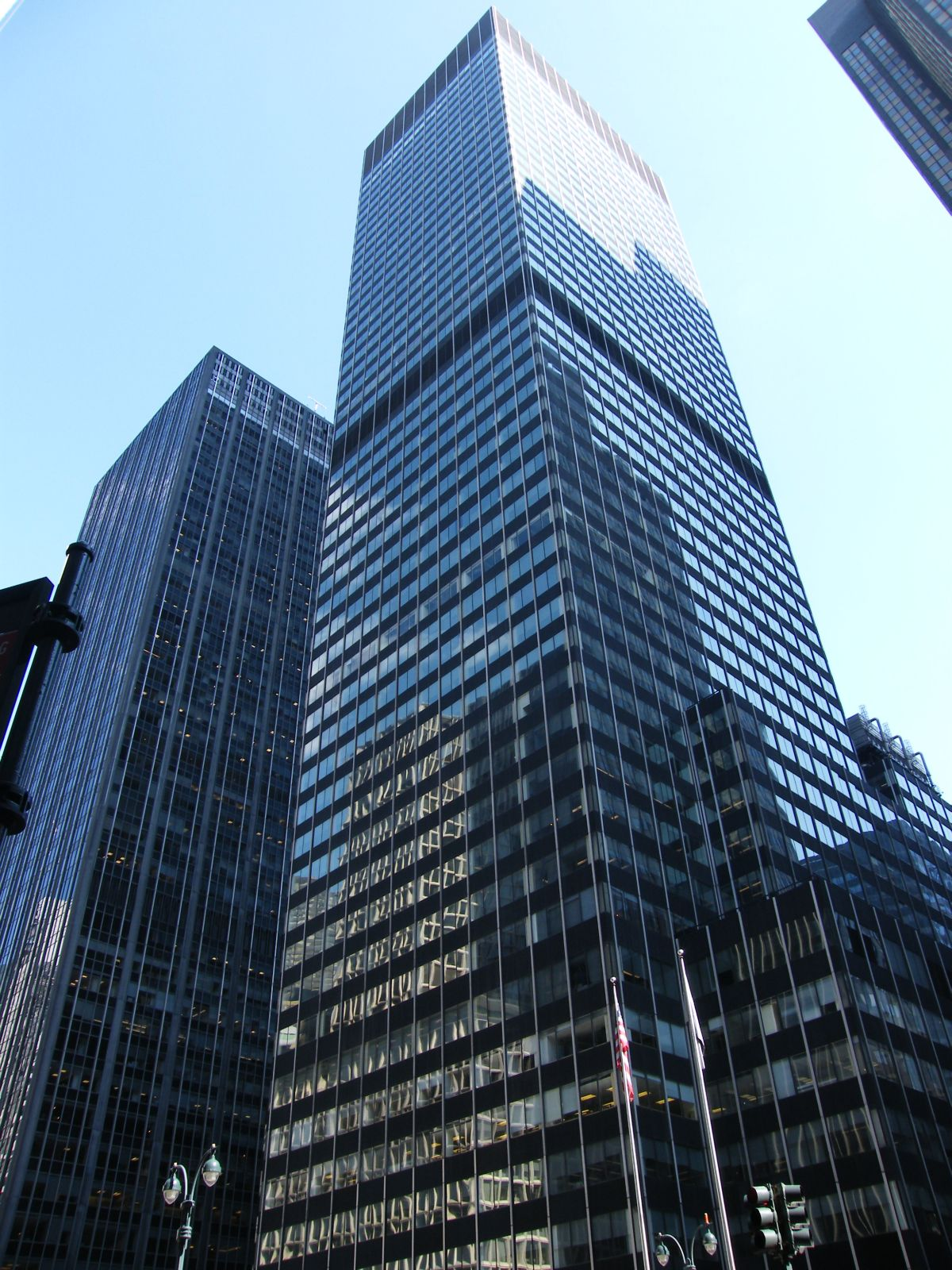
ساختمان مرکزی کمیکال بانک در نیویورک

کمیکال بانک (به انگلیسی: Chemical Bank) شرکت خدمات مالی و بانکداری آمریکایی بود، که که در سال ۱۹۹۵ در پی ادغام با بانک چیس، سپس خریداری شرکت ادغامی توسط شرکت جی.پی. مورگان اند کو.، بانک جی‌پی مورگان چیس تأسیس شد.
کمیکال بنکینگ کورپوریشن شرکت تولید محصولات شیمیایی بود، که در سال ۱۸۲۳ تأسیس شد. در ۱۸۲۴ این شرکت اقدام به راه‌اندازی کمیکال بانک آو نیویورک نمود. از سال ۱۸۵۱ بانک کاملاً از شرکت مادر جدا شد و در طول سال‌های بعدی، از طریق فرایند خریداری و ادغام با چندین بانک و موسسه مالی، توسعه یافت. از این بانک‌ها می‌توان به: کام اکسچنج بانک؛ ادغام ۱۹۵۴، بانک تجاری تگزاس؛ ادغام در ۱۹۸۶ و هانوفر تراست کمپانی؛ ادغام در ۱۹۹۱ اشاره نمود.
در دهه ۱۹۸۰ میلادی کمیکال بانک بزرگترین بانک ایالات متحده بر پایه میزان دارایی، محسوب می‌شد. در سال ۱۹۹۶ کمیکال بانک اقدام به خریداری چیس منهتن کورپوریشن نمود. ۴ سال بعد، در سال ۲۰۰۰ شرکت جی.پی. مورگان اند کو. شرکت ادغامی را خریداری کرد، سپس هر سه شرکت در هم ادغام شدند و هسته اولیه بانک جی‌پی مورگان چیس کنونی، شکل گرفت. جی‌پی مورگان چیس از نظر میزان دارایی، هم‌اکنون به‌عنوان بزرگترین بانک ایالات متحده آمریکا به‌شمار می‌آید.